# هنريك كلوسن
هنريك كلوسن (بالدنماركية: Henrik Clausen)‏ هو مدرب كرة قدم ولاعب كرة قدم دنماركي، ولد في 3 مايو 1971 في الدنمارك في مملكة الدنمارك.

## وصلات خارجية
- هنريك كلوسن على موقع قاعدة بيانات كرة القدم.إي يو (الإنجليزية)